# Gordana Perkučin
Gordana Perkučin (Novi Kneževac, 7 maggio 1962) è una tennistavolista jugoslava, vincitrice della medaglia di bronzo nel doppio alle Olimpiadi di Seoul nel 1988 in coppia con Jasna Fazlić.